# Fabian Schär
Fabian Lukas Schär (* 20. prosince 1991 Wil) je švýcarský profesionální fotbalista, který hraje na pozici středního obránce za anglický klub Newcastle United FC a za švýcarský národní tým. Reprezentoval Švýcarsko na mistrovství světa ve fotbale v letech 2014, 2018 a 2022 a na mistrovství Evropy v letech 2016 a 2020.

## Klubová kariéra
Schär začal ve Švýcarsku s fotbalem v klubu FC Wil 1900. V červenci 2012 přestoupil do FC Basilej, kde podepsal tříletou smlouvu s opcí. S Basilejí získal třikrát ligový titul.

### Hoffenheim
V červnu 2015 se dohodl na přestupu do německého bundesligového týmu 1899 Hoffenheim, zde podepsal čtyřletou smlouvu.

### Deportivo de La Coruña
Dne 21. července 2017 podepsal Schär čtyřletou smlouvu s Deportivem de La Coruña. V sezóně 2017/18 s galicijským týmem sestoupil do druhé ligy a rozhodl se klub v létě opustit.

### Newcastle United
Schär v červenci 2018 podepsal tříletou smlouvu s Newcastlem United poté, co klub aktivoval jeho výkupní klauzuli ve výši 3 milionů liber. Za klub debutoval 26. srpna 2018 při porážce 2:1 s Chelsea. Své první góly za Newcastle vstřelil 19. ledna 2019 proti Cardiffu City, když se dvakrát trefil při vítězství 3:0 v St James' Parku. V sezóně 2018/19 se dokázal probojovat do základní sestavy týmu Rafaela Beníteze, odehrál 24 ligových utkání, v nichž vstřelil 4 branky.
Schär si udržel místo v základní sestavě i v sezóně 2019/20 po příchodu nového trenéra Stevea Bruce a vytvořil stabilní stoperskou dvojici s Jamaalem Lascellesem.
Švýcarský stoper byl i v sezónách 2020/21 a 2021/22 členem stabilní základní sestavy, což se nezměnilo ani po změně majitele a příchodu trenéra Eddieho Howea.
V sezóně 2022/23 byl Schär klíčovým členem týmu Newcastlu, který se po jedenácti letech kvalifikoval do pohárové Evropy a poprvé od sezóny 2002/03 postoupil do základní skupiny Ligy mistrů. Schär v sezóně nastoupil do 41 utkání, v nichž vstřelil 1 branku a připsal si na své konto i další 3 asistence.

## Reprezentační kariéra
Fabian Schär reprezentoval i Švýcarsko v mládežnických kategoriích U20 a U21. Hrál i ve výběru U23 na Letních olympijských hrách v Londýně, kde Švýcaři nepostoupili ze základní skupiny B.
Svůj debut za A-mužstvo Švýcarska absolvoval v roce 2013.
Německý trenér Švýcarska Ottmar Hitzfeld jej nominoval na Mistrovství světa 2014 v Brazílii. Švýcaři se se 6 body kvalifikovali z druhého místa základní skupiny E do osmifinále proti Argentině, které podlehli 0:1 po prodloužení a z turnaje byli vyřazeni.
Schär reprezentoval Švýcarsko i na mistrovství světa ve fotbale v letech 2018 a 2022 a na mistrovství Evropy v letech 2016 a 2020.